# Ethiopia Juniors
Das Ethiopia Juniors (auch Ethiopia Junior International genannt) ist im Badminton die offene internationale Meisterschaft von Äthiopien für Junioren und damit das bedeutendste internationale Juniorenturnier in Äthiopien. Es wurde erstmals 2013 ausgetragen.

## Sieger
| Saison    | Herreneinzel           | Dameneinzel       | Herrendoppel      | Damendoppel       | Mixed             |
| --------- | ---------------------- | ----------------- | ----------------- | ----------------- | ----------------- |
| 2013      | Abdelrahman Abdelhakim | Doha Hany         | -                 | -                 | -                 |
| 2014 2024 | nicht ausgetragen      | nicht ausgetragen | nicht ausgetragen | nicht ausgetragen | nicht ausgetragen |